# Born to Die (album Lana Del Rey)
Born to Die è il secondo album in studio della cantautrice statunitense Lana Del Rey, pubblicato il 27 gennaio 2012 dalla Interscope Records, Polydor Records e Stranger Records, esclusivamente in Austria, Belgio, Germania, Irlanda, Paesi Bassi, Scandinavia ed in Svizzera. È stato, poco dopo, pubblicato nel resto del mondo.
Dopo aver firmato un contratto discografico con l'etichetta Stranger nel giugno 2011, Lana Del Rey ha pubblicato il singolo di debutto, Video Games, che ha incrementato la sua popolarità online. Dall'album sono stati estratti altri cinque singoli: Born to Die, Blue Jeans, Summertime Sadness, National Anthem e Dark Paradise.
Del Rey ha intrapreso un tour mondiale, il Born to Die Tour, nel 2011 a sostegno del suo album di debutto. Nel novembre 2012, è stata pubblicata la riedizione dell'album, sottotitolata The Paradise Edition, contenente nove tracce in più. Blue Velvet, brano popolare negli anni sessanta, è stato riproposto da Lana Del Rey e messo in commercio come singolo promozionale dalla riedizione dell'album mentre Ride è stato pubblicato come primo singolo ufficiale.

## Antefatti

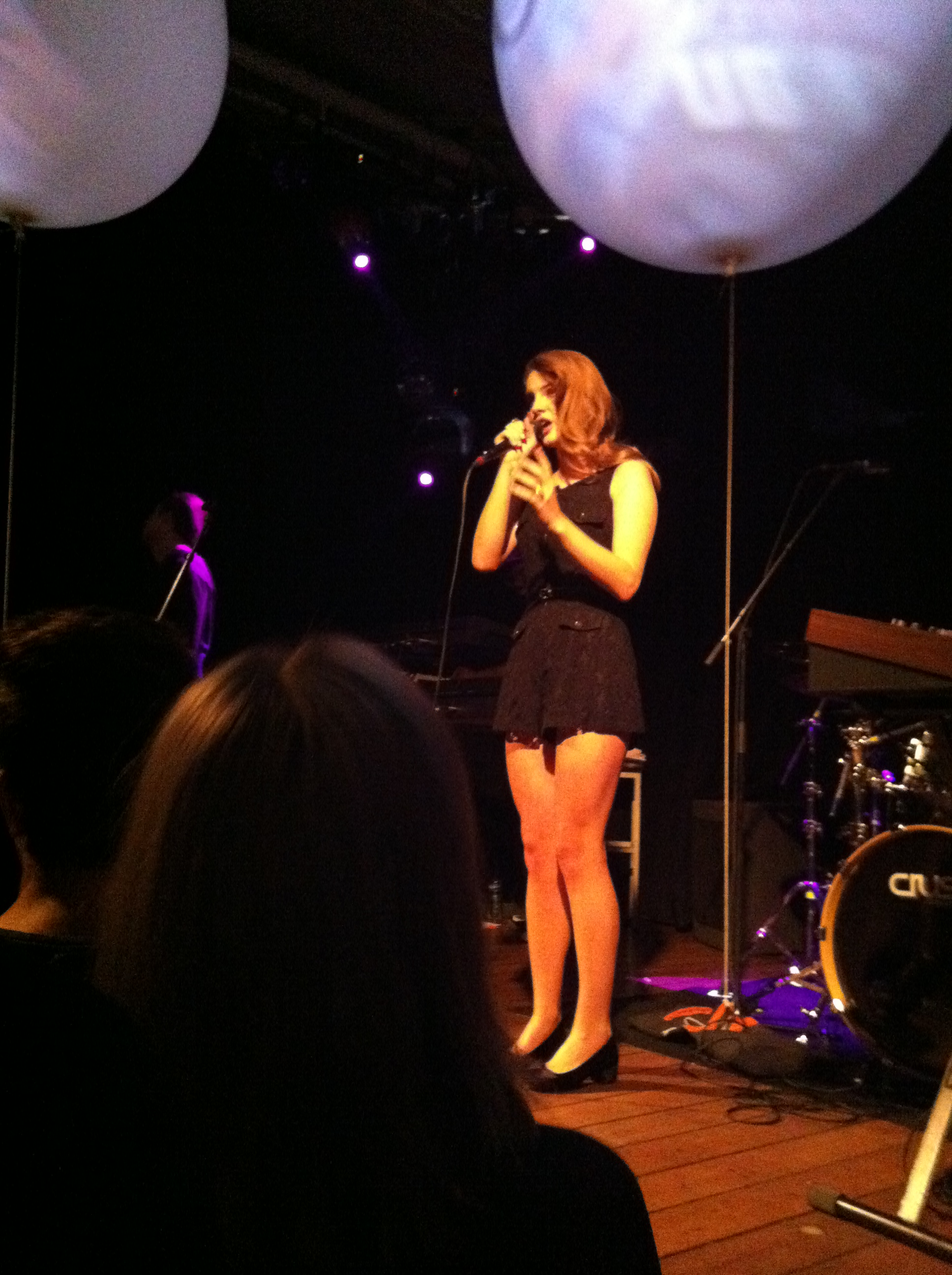
Lana Del Rey in concerto al Paradiso Kleine Zaalin di Amsterdam il 10 novembre 2011.

Lana Del Rey ha pubblicato il suo primo EP di tre tracce intitolato Kill Kill nel mese di ottobre 2008, sotto il nome di Lizzy Grant, a cui è seguita, nel gennaio 2010, l'edizione completa dell'album, Lana Del Ray A.K.A. Lizzy Grant. È stato il suo primo album prodotto professionalmente, messo in commercio con il nome di Lizzy Grant tramite l'etichetta discografica 5 Point Records del produttore David Kahne. La cantante ha spiegato che «David ha chiesto di lavorare con me il giorno dopo aver ricevuto la mia demo. È conosciuto come un produttore con un sacco di integrità e che ha interesse a fare musica che non sia solo pop». Suo padre, Robert Grant, ha collaborato nella commercializzazione dell'album, che è stato disponibile per l'acquisto su iTunes per un breve periodo, prima di essere stato ritirato. Secondo David Kahne, la Grant ha riacquistato i diritti dalla sua etichetta per ritirarlo dalla circolazione, nell'ottica di "migliori opportunità future per distribuirlo", a detta di voci che ritengono che l'azione facesse parte di una strategia calcolata.
Più tardi, nel giugno 2011, in seguito al caricamento di alcuni suoi brani sul suo canale YouTube, la cantante è stata scoperta e scritturata da Stranger Records per realizzare il suo singolo di debutto, Video Games. Parlando al settimanale inglese The Observer, ha affermato di aver caricato quel video perché era il suo preferito, benché, onestamente, non avrebbe sfondato; al contrario delle sue aspettative il singolo ha però riscosso successo. Lo stesso mese la Del Rey ha firmato un contratto congiunto con la Interscope Records e la Polydor per la realizzazione del suo secondo album. Nel corso di un'intervista allo show televisivo francese Taratata, nel novembre 2011, Del Rey ha rivelato che l'album avrebbe avuto il titolo di Born to Die.

## Stile e composizione
Born to Die comprende una grande varietà di generi musicali, dal baroque pop (Blue Jeans e Carmen) all'alternative pop (Summertime Sadness), dall'indie pop (National Anthem, Radio, Off to the Races) al pop (Dark Paradise, Born to Die e Video Games). I primi due singoli della cantante, Video Games e Born to Die, sono stati definiti soprattutto come "ballate da cabaret", "soporifere", "pop" e "indie pop". Ha definito il suo stile musicale come "Hollywood Sadcore", un genere di rock alternativo caratterizzato da testi cupi, melodie malinconiche e tempi più lenti. Tim Lee di musicOHM ha notato che le due canzoni sono estremamente simili. La Del Rey è stata descritta come una "versione gangsta di Nancy Sinatra" e ha citato Britney Spears, Eminem. e Antony and the Johnsons tra le sue influenze musicali. Quando le è stato chiesto quale fosse il suo stile musicale, la cantante ha dichiarato:
Il terzo singolo estratto, Blue Jeans, contiene influenze hip hop e ha un ritmo minimalista che ricorda le canzoni di Timbaland. Off to the Races è stato descritto come "uno dei brani più vocalmente stucchevoli del disco" secondo Billboard, ma è comunque diventato uno dei preferiti dalla folla ad alcuni dei recenti concerti dal vivo della Del Rey. Lolita (una delle tracce presenti nella Deluxe Edition) è stato definito come "il brano più fastidioso del disco, se non altro perché si sente il bisogno di precisare la parola dark nel ritornello. Ripetutamente.". Il quarto singolo pubblicato, Summertime Sadness, è stato definito come una delle migliori tracce dell'album da Randall Roberts di Los Angeles Times così come il sesto singolo estratto, Dark Paradise. Dal punto di vista dell'arrangiamento abbiamo dei cambi del beat abbastanza gradevoli dato che conferiscono dinamicità al pezzo continua Roberts. National Anthem è stato definito come "un pessimo brano camuffato dietro a un prodotto caldo" dalla rivista musicale settimanale britannica New Musical Express.

## Accoglienza
| Recensione           | Giudizio |
| -------------------- | -------- |
| AllMusic             | [ 61 ]   |
| Entertainment Weekly | C+       |
| The Guardian         | [ 63 ]   |
| The Independent      | [ 64 ]   |
| Los Angeles Times    | Misto    |
| New York Times       | Negativo |
| Pitchfork            | 5.5/10   |
| Rolling Stone        | [ 3 ]    |
| Slant Magazine       | [ 67 ]   |
| The Observer         | [ 68 ]   |
| Metacritic           | (62/100) |

Born to Die ha ricevuto critiche varie:
- Sal Cinquemani di Slant Magazine ha votato l'album con quattro stelle su cinque e disse: "Born to Die è un album molto raffinato, l'unico difetto è, ironia della sorte, la produzione impeccabile, che può risultare un po' opprimente nel corso delle 12 tracce."[67]
- Alexis Petridis di The Guardian ha dato all'album quattro stelle su cinque, dicendo che Born to Die è "splendidamente pop e le melodie sono state costruite alla perfezione."[63] È stato il 17º miglior album del 2012 secondo il famoso quotidiano britannico.[70]
- Rob Sheffield di Rolling Stone ha valutato l'album con due stelle su cinque, dichiarando che l'unica forza dell'album fossero i testi con la loro "perversità pop-trash" ed ha concluso così: "Born to Die è un album noioso e triste."[3]
- John Bush di AllMusic ha dato all'album due stelle e mezzo su cinque, dicendo: "C'è un abisso enorme che separa il singolo Video Games dal resto del materiale dell'album, che mira esattamente allo stesso target-sensuale, sexy e sprecato."[61]
- Kitty Empire di The Observer ha valutato l'album tre stelle su cinque e ha detto che, a differenza delle cantanti pop Lady Gaga e Katy Perry, Lana Del Rey è alimentata dalla tristezza nel cantare e dalla sua voce quasi ipnotica che rendono l'album molto particolare.[68]
- Randall Roberts di Los Angeles Times ha dato un giudizio misto all'album, lodando le tracce Summertime Sadness e Dark Paradise.[59]
- Secondo Metacritic, che assegna punteggi su 100 tramite le recensioni di critici influenti, l'album ha totalizzato 62 punti su 38 recensioni, punteggio che segnala "recensioni prevalentemente favorevoli".[69]

## Tracce
Edizione standard
1. Born to Die – 4:46 (Elizabeth Grant, Justin Parker)
2. Off to the Races – 4:59 (Elizabeth Grant, Tim Larcombe)
3. Blue Jeans – 3:29 (Elizabeth Grant, Emile Haynie, Dan Heath)
4. Video Games – 4:41 (Elizabeth Grant, Justin Parker)
5. Diet Mountain Dew – 3:42 (Elizabeth Grant, Mike Daly)
6. National Anthem – 3:50 (Elizabeth Grant, Justin Parker, The Nexus)
7. Dark Paradise – 4:03 (Elizabeth Grant, Rick Nowels)
8. Radio – 3:34 (Elizabeth Grant, Justin Parker)
9. Carmen – 4:08 (Elizabeth Grant, Justin Parker)
10. Million Dollar Man – 3:51 (Elizabeth Grant, Chris Braide)
11. Summertime Sadness – 4:25 (Elizabeth Grant, Rick Nowels)
12. This Is What Makes Us Girls – 4:00 (Elizabeth Grant, Jim Irvin, Tim Larcombe)

Tracce bonus nell'edizione deluxe
1. Without You – 3:49 (Elizabeth Grant, Sacha Skarbek)
2. Lolita – 3:39 (Elizabeth Grant, Liam Howe, Hannah Robinson)
3. Lucky Ones – 3:47 (Elizabeth Grant, Rick Nowels)

Tracce bonus nell'edizione iTunes
1. Video Games (Joy Orbison Remix) – 5:01 (Elizabeth Grant, Justin Parker)

## Successo commerciale
Born to Die ha ottenuto immediatamente successo debuttando al primo posto in Austria, Francia, Germania, Inghilterra, Irlanda e Svizzera. In Francia ha stabilito il record storico di vendite digitali nella prima settimana (poi superato da Random Access Memories dei Daft Punk nel 2013). In Inghilterra ha venduto più della somma dei primi cinque dischi nella classifica nazionale. Sino a giugno 2012, Born to Die ha venduto oltre 2 000 000 di copie nel mondo (500 000 delle quali nel solo Regno Unito).
Nel corso del 2012, Born to Die ha venduto oltre 3 400 000 copie nel mondo (800 000 delle quali nella prima settimana di vendita), ed è diventato il quinto album più venduto secondo l'International Federation of the Phonographic Industry.
A luglio 2014 ha venduto un totale di otto milioni di album e dieci milioni di singoli in tutto il mondo.

### Europa
Secondo i dati raccolti dalla Official Charts Company, Born to Die ha raggiunto le 50 000 copie vendute in Regno Unito a distanza di un solo giorno dalla sua pubblicazione, arrivando ad un totale di 117 000 nella prima settimana. La settimana seguente, l'album ha mantenuto la prima posizione con altre 60 000 copie vendute (il 48% in meno della settimana precedente). In sole sei settimane di presenza, Born to Die è arrivato a vendere oltre 300 000 copie mentre in tre mesi complessivi, ha raggiunto le 393 000. Born to Die è stato, inoltre, l'album più venduto tramite le piattaforme digitali nei primi tre mesi del 2012 ed il secondo contando sia il mercato fisico che digitale. Ad inizio luglio, viene reso noto che l'album è il terzo più venduto nel primo semestre del 2012 con 500 000 copie vendute. L'album è risultato essere il 4º più venduto nel corso del 2012, secondo i dati forniti dalla Official Charts Company, con un totale di 719 000 copie distribuite. In cinquantasei settimane consecutive di presenza, Born to Die ha venduto oltre 759 500 copie.
In Francia l'album ha esordito al primo posto della classifica SNEP con una vendita pari a 48 791 copie (16 968 delle quali tramite le piattaforme digitali). La settimana seguente, Born to Die ha mantenuto il primo posto con 23 888 copie vendute. L'album è risultato essere il 7º più venduto nel corso del 2012, secondo i dati forniti dalla Syndicat national de l'édition phonographique. È stato, inoltre, certificato tre volte disco di platino ed ha raggiunto le 430 000 copie vendute.
In Italia Born to Die ha debuttato alla 5ª posizione nella Classifica FIMI Album nella settimana che ha raccolto i dati di vendita dal 31 gennaio al 6 febbraio 2012. La settimana seguente, Born to Die ha mantenuto i primi dieci posti (9ª posizione). Il 27 novembre 2012 Born to Die (grazie anche alle vendite della riedizione The Paradise Edition), è stato certificato disco d'oro per le oltre 30 000 copie vendute dalla Federazione Industria Musicale Italiana ed è risultato essere il 37º album più venduto nel corso del 2012. Successivamente, durante l'ultima settimana del 2013, l'album ha ottenuto la certificazione di disco di platino per le oltre 50 000 copie vendute.
In Polonia l'album ha esordito al secondo posto della OLiS mentre la Paradise Edition ha debuttato alla sesta posizione. L'album è risultato essere il 3º più venduto nel corso del 2012, secondo i dati forniti dalla ZPAV. È stato, inoltre, certificato disco di diamante per avere venduto oltre 100 000 nel territorio.

### Resto del mondo
Born to Die ha debuttato alla prima posizione nella classifica australiana (totalizzando nove settimane di presenza nei primi dieci posti). In meno di un mese, Born to Die ha ottenuto la certificazione di disco d'oro per avere venduto oltre 35 000 copie, tra fisiche e digitali. L'album è risultato essere il 14º più venduto nel corso del 2012, secondo i dati forniti dalla Australian Recording Industry Association. È stato, inoltre, certificato disco di platino.
Born to Die nella sua prima settimana di pubblicazione ha venduto 77 000 copie negli Stati Uniti ed ha debuttato alla seconda posizione. La settimana seguente, l'album ha perso undici posizioni (2-13). L'album è risultato essere il 70º più venduto nel corso del 2012, secondo i dati forniti dalla Recording Industry Association of America. È stato, inoltre, certificato disco d'oro ed ha raggiunto le 774 000 copie vendute a metà settembre 2013.

## Classifiche

### Classifiche settimanali
| Classifica (2012-23) | Posizione massima |
| -------------------- | ----------------- |
| Australia            | 1                 |
| Austria              | 1                 |
| Belgio (Fiandre)     | 2                 |
| Belgio (Vallonia)    | 1                 |
| Canada               | 3                 |
| Croazia              | 3                 |
| Danimarca            | 3                 |
| Finlandia            | 5                 |
| Francia              | 1                 |
| Germania             | 1                 |
| Grecia               | 1                 |
| Irlanda              | 1                 |
| Italia               | 5                 |
| Messico              | 34                |
| Norvegia             | 1                 |
| Nuova Zelanda        | 2                 |
| Paesi Bassi          | 2                 |
| Polonia              | 2                 |
| Portogallo           | 3                 |
| Regno Unito          | 1                 |
| Repubblica Ceca      | 5                 |
| Russia               | 4                 |
| Spagna               | 7                 |
| Stati Uniti          | 2                 |
| Svezia               | 14                |
| Svizzera             | 1                 |
| Ungheria             | 16                |

### Classifiche di fine anno
| Classifica (2012) | Posizione |
| ----------------- | --------- |
| Australia         | 14        |
| Austria           | 6         |
| Belgio (Fiandre)  | 2         |
| Belgio (Vallonia) | 8         |
| Danimarca         | 14        |
| Francia           | 7         |
| Germania          | 4         |
| Irlanda           | 6         |
| Italia            | 37        |
| Nuova Zelanda     | 6         |
| Paesi Bassi       | 33        |
| Polonia           | 3         |
| Regno Unito       | 4         |
| Russia            | 5         |
| Spagna            | 29        |
| Stati Uniti       | 70        |
| Svizzera          | 2         |
| Classifica (2013) | Posizione |
| Stati Uniti       | 53        |
| Svizzera          | 29        |
| Classifica (2020) | Posizione |
| Belgio (Fiandre)  | 163       |
| Belgio (Vallonia) | 187       |
| Classifica (2021) | Posizione |
| Belgio (Fiandre)  | 100       |
| Belgio (Vallonia) | 174       |
| Polonia           | 69        |
| Classifica (2022) | Posizione |
| Belgio (Fiandre)  | 62        |
| Belgio (Vallonia) | 117       |
| Lituania          | 43        |
| Polonia           | 30        |
| Regno Unito       | 70        |
| Classifica (2023) | Posizione |
| Norvegia          | 15        |
| Portogallo        | 57        |
| Ungheria          | 20        |
| Classifica (2024  |           |
| Portogallo        | 24        |
| Slovacchia        | 10        |
| Ungheria          | 29        |

## Date di pubblicazione
| Paese           | Data di pubblicazione | Etichetta                     |
| --------------- | --------------------- | ----------------------------- |
| Austria         | 27 gennaio 2012       | Interscope, Polydor, Stranger |
| Belgio          | 27 gennaio 2012       | Interscope, Polydor, Stranger |
| Germania        | 27 gennaio 2012       | Interscope, Polydor, Stranger |
| Irlanda         | 27 gennaio 2012       | Interscope, Polydor, Stranger |
| Paesi Bassi     | 27 gennaio 2012       | Interscope, Polydor, Stranger |
| Scandinavia     | 27 gennaio 2012       | Interscope, Polydor, Stranger |
| Svizzera        | 27 gennaio 2012       | Interscope, Polydor, Stranger |
| Portogallo      | 30 gennaio 2012       | Interscope, Polydor, Stranger |
| Regno Unito     | 30 gennaio 2012       | Interscope, Polydor, Stranger |
| Resto del mondo | 30 gennaio 2012       | Interscope, Polydor, Stranger |
| Canada          | 31 gennaio 2012       | Interscope, Polydor, Stranger |
| Stati Uniti     | 31 gennaio 2012       | Interscope, Polydor, Stranger |
| Australia       | 3 febbraio 2012       | Interscope, Polydor, Stranger |
| Nuova Zelanda   | 6 febbraio 2012       | Interscope, Polydor, Stranger |

## Born to Die - The Paradise Edition
Born to Die - The Paradise Edition è la riedizione dell'album Born to Die. L'uscita della riedizione è stata annunciata dalla stessa cantante a fine luglio 2012 e contiene sette nuove tracce, una bonus track (Burning Desire) ed una cover (Blue Velvet), contenute in un EP pubblicato anche separatamente, intitolato Paradise.

### Tracce
Tracce extra
- CD 1

1. Born to Die – 4:46 (Elizabeth Grant, Justin Parker)
2. Off to the Races – 4:59 (Elizabeth Grant, Tim Larcombe)
3. Blue Jeans – 3:29 (Elizabeth Grant, Emile Haynie, Dan Heath)
4. Video Games – 4:41 (Elizabeth Grant, Justin Parker)
5. Diet Mountain Dew – 3:42 (Elizabeth Grant, Mike Daly)
6. National Anthem – 3:50 (Elizabeth Grant, Justin Parker, The Nexus)
7. Dark Paradise – 4:03 (Elizabeth Grant, Rick Nowels)
8. Radio – 3:34 (Elizabeth Grant, Justin Parker)
9. Carmen – 4:08 (Elizabeth Grant, Justin Parker)
10. Million Dollar Man – 3:51 (Elizabeth Grant, Chris Braide)
11. Summertime Sadness – 4:25 (Elizabeth Grant, Rick Nowels)
12. This Is What Makes Us Girls – 4:00 (Elizabeth Grant, Jim Irvin, Tim Larcombe)
13. Without You – 3:49 (Elizabeth Grant, Sacha Skarbek)
14. Lolita – 3:39 (Elizabeth Grant, Liam Howe, Hannah Robinson)
15. Lucky Ones – 3:47 (Elizabeth Grant, Rick Nowels)

- CD 2

1. Ride – 4:49 (Elizabeth Grant, Justin Parker)
2. American – 4:08 (Elizabeth Grant, Rick Nowels, Emile Haynie)
3. Cola – 4:20 (Elizabeth Grant, Rick Nowels)
4. Body Electric – 3:53 (Elizabeth Grant, Rick Nowels)
5. Blue Velvet – 2:38 (Bernie Wayne, Lee Morris)
6. Gods and Monsters – 3:57 (Elizabeth Grant, Tim Larcombe)
7. Yayo – 5:21 (Elizabeth Grant)
8. Bel Air – 3:57 (Elizabeth Grant, Dan Heath)

1. Burning Desire – 3:51 (Elizabeth Grant, Justin Parker)

### Classifiche

#### Classifiche settimanali
| Classifica (2012) | Posizione massima |
| ----------------- | ----------------- |
| Australia         | 17                |
| Belgio (Fiandre)  | 6                 |
| Belgio (Vallonia) | 15                |
| Finlandia         | 20                |
| Nuova Zelanda     | 6                 |
| Paesi Bassi       | 15                |
| Polonia           | 4                 |
| Svezia            | 22                |

#### Classifiche di fine anno
| Classifica (2013) | Posizione |
| ----------------- | --------- |
| Belgio (Fiandre)  | 88        |
| Belgio (Vallonia) | 97        |
| Nuova Zelanda     | 34        |